# 孙泰珍
孙泰珍（1988年5月8日—）是一名韩国男子跆拳道运动员。他在2008年北京夏季奥林匹克运动会中，参加了男子跆拳道比赛，并获得男子68公斤级项目的金牌。